# Списак српских и црногорских освајача медаља на Светским првенствима
Списак освајача медаља Србије и Црне Горе на Светским првенствима било да су представљали:  Србију и  Црну Гору као независне државе, такмичили за време  Краљевине СХС и ЈУГ,  СФРЈ,  СРЈ и  Државне заједнице Србије и Црне Горе.
Освајачи медаља:
- рођени су на територији Републике Србије, Републике Црне Горе и ентитета Републике Српске,
- такмиче се за клубове Републике Србије, Републике Црне Горе и ентитета Републике Српске у време освајања медаља,
- доселили се у Републику Србију, Републику Црну Гору, ентитет Републику Српску (нарочито изражено после грађанских ратова у Југославији)
- примају национална признања у Србији, Црној Гори и Републици Српској.

Напомена: списак је непотпун услед недостатка адекватних извора.

## Атлетика

### Светско првенство на отвореном
(одржава се од 1983.)
| Медаља | Спортиста      | Такмичење        | Дисциплина      |
| ------ | -------------- | ---------------- | --------------- |
| [ 1 ]  | Биљана Топић   | 2009. Берлин     | Троскок Ж       |
|        | Емир Бекрић    | 2013. Москва     | 400 м препоне М |
|        | Ивана Шпановић | 2013. Москва     | Скок у даљ Ж    |
|        | Ивана Шпановић | 2015. Пекинг     | Скок у даљ Ж    |
|        | Ивана Вулета   | 2023. Будимпешта | Скок у даљ Ж    |

### Светско првенство у дворани
(одржава се од 1985.)
| Светске игре у дворани (1985)       | Светске игре у дворани (1985)       | Светске игре у дворани (1985)       | Светске игре у дворани (1985)       | Светске игре у дворани (1985)       |
| Светско првенство у дворани (1987–) | Светско првенство у дворани (1987–) | Светско првенство у дворани (1987–) | Светско првенство у дворани (1987–) | Светско првенство у дворани (1987–) |
| Медаља                              | Спортиста                           | Такмичење                           | Дисциплина                          |                                     |
| ----------------------------------- | ----------------------------------- | ----------------------------------- | ----------------------------------- | ----------------------------------- |
|                                     | Драган Перић                        | 1995. Барселона                     | Бацање кугле М                      |                                     |
|                                     | Драгутин Топић                      | 1997. Париз                         | Скок у вис М                        |                                     |
|                                     | Ивана Шпановић                      | 2014. Сопот                         | Скок у даљ Ж                        |                                     |
|                                     | Ивана Шпановић                      | 2016. Портланд                      | Скок у даљ Ж                        |                                     |
|                                     | Ивана Шпановић                      | 2018. Бирмингем                     | Скок у даљ Ж                        |                                     |
|                                     | Ивана Шпановић                      | 2022. Београд                       | Скок у даљ Ж                        |                                     |

## Баскет 3 на 3
(одржава се од 2012.)
| Медаља                        | Играчи                                                               | Тренер                        | Такмичење                     | Дисциплина                    |
| Светско првенство (2012–2016) | Светско првенство (2012–2016)                                        | Светско првенство (2012–2016) | Светско првенство (2012–2016) | Светско првенство (2012–2016) |
| ----------------------------- | -------------------------------------------------------------------- | ----------------------------- | ----------------------------- | ----------------------------- |
|                               | Милан Бошковић, Душан Домовић Булут, Марко Ждеро, Марко Савић        | ?                             | 2012. Атина                   | Турнир М                      |
|                               | Душан Домовић Булут, Марко Ждеро, Дејан Мајсторовић, Марко Савић     | ?                             | 2014. Москва                  | Турнир М                      |
|                               | Душан Домовић Булут, Марко Ждеро, Дејан Мајсторовић, Марко Савић     | Горан Војкић                  | 2016. Гуангџоу                | Турнир М                      |
| Светски куп (2017–)           |                                                                      |                               |                               |                               |
|                               | Душан Домовић Булут, Марко Ждеро, Дејан Мајсторовић, Марко Савић     | Горан Војкић                  | 2017. Нант                    | Турнир М                      |
|                               | Душан Домовић Булут, Дејан Мајсторовић, Марко Савић, Стефан Стојачић | Горан Војкић                  | 2018. Филипини                | Турнир М                      |
|                               | Марко Бранковић, Михаило Васић, Дејан Мајсторовић, Страхиња Стојачић | Марко Ждеро                   | 2022. Антверпен               | Турнир М                      |

## Бокс

### Мушкарци
(одржава се од 1974.)
| Медаља | Спортиста            | Такмичење     | Дисциплина   |
| ------ | -------------------- | ------------- | ------------ |
|        | Драгомир Вујковић    | 1974. Хавана  | Средња М     |
|        | Рајко Милић          | 1974. Хавана  | Тешка М      |
|        | Фазлија Шаћировић    | 1978. Београд | Бантам М     |
|        | Братислав Ристић     | 1978. Београд | Перолака М   |
|        | Мемет Богујевци      | 1978. Београд | Полувелтер М |
|        | Миодраг Перуновић    | 1978. Београд | Велтер М     |
|        | Тадија Качар         | 1978. Београд | Полутешка М  |
|        | Драгомир Вујковић    | 1978. Београд | Тешка М      |
|        | Слободан Качар       | 1978. Београд | Средња М     |
|        | Сами Бузоли          | 1982. Минхен  | Бантам М     |
|        | Миливоје Лабудовић   | 1982. Минхен  | Лака М       |
|        | Мирко Пузовић        | 1982. Минхен  | Полувелтер М |
|        | Мирко Пузовић        | 1986. Рино    | Полувелтер М |
|        | Вукашин Добрашиновић | 1989. Москва  | Полувелтер М |
|        | Славиша Поповић      | 1995. Берлин  | Полусредња М |
|        | Никола Сјеклоћа      | 2003. Бангкок | Средња М     |
|        | Владимир Мирончиков  | 2021. Београд | Полутешка М  |

## Ватерполо

### Мушкарци
(одржава се од 1973.)
| Медаља | Играчи | Тренер           | Такмичење        |
| ------ | --- | ---------------- | ---------------- |
|        | Синиша Беламарић, Предраг Манојловић, Милош Марковић, Ђорђе Перишић, Никола Стаменић | ?                | 1973. Београд    |
|        | Синиша Беламарић, Предраг Вранеш, Зоран Гопчевић, Предраг Манојловић, Зоран Мустур | ?                | 1978. Берлин     |
|        | Драган Андрић, Анто Васовић, Мирко Вичевић, Милорад Кривокапић, Игор Милановић, Зоран Петровић, Андрија Поповић, Александар Шоштар                                                                                           | ?                | 1986. Мадрид     |
|        | Анто Васовић, Мирко Вичевић, Виктор Јеленић, Игор Милановић, Душан Поповић, Горан Рађеновић, Васо Суботић, Александар Шоштар                                                                                                 | Никола Стаменић  | 1991. Перт       |
|        | Жељко Вичевић, Владимир Вујасиновић, Ненад Вуканић, Данило Икодиновић, Драган Јовановић, Никола Куљача, Александар Николић, Душан Поповић, Дејан Савић, Петар Трбојевић, Александар Ћирић, Вељко Ускоковић, Александар Шапић | Никола Стаменић  | 1998. Перт       |
|        | Владимир Вујасиновић, Ненад Вуканић, Предраг Зимоњић, Данило Икодиновић, Виктор Јеленић, Бранко Пековић, Дејан Савић, Петар Трбојевић, Александар Ћирић, Вељко Ускоковић, Александар Шапић, Денис Шефик, Александар Шоштар   | Ненад Манојловић | 2001. Фукока     |
|        | Владимир Вујасиновић, Владимир Гојковић, Борис Злоковић, Данило Икодиновић, Виктор Јеленић, Предраг Јокић, Никола Куљача, Слободан Никић, Дејан Савић, Александар Ћирић, Вања Удовичић, Александар Шапић, Денис Шефик        | Ненад Манојловић | 2003. Барселона  |
|        | Владимир Вујасиновић, Владимир Гојковић, Борис Злоковић, Данило Икодиновић, Никола Јановић, Предраг Јокић, Слободан Никић, Здравко Радић, Дејан Савић, Петар Трбојевић, Вања Удовичић, Александар Шапић, Денис Шефик         | Петар Поробић    | 2005. Монтреал   |
|        | Марко Аврамовић, Милан Алексић, Славко Гак, Живко Гоцић, Стефан Митровић, Слободан Никић, Гојко Пијетловић, Душко Пијетловић, Андрија Прлаиновић, Никола Рађен, Слободан Соро, Вања Удовичић, Филип Филиповић                | Дејан Удовичић   | 2009. Рим        |
|        | Марко Аврамовић, Милан Алексић, Живко Гоцић, Стефан Митровић, Слободан Никић, Гојко Пијетловић, Душко Пијетловић, Андрија Прлаиновић, Никола Рађен, Слободан Соро, Милош Ћук, Вања Удовичић, Филип Филиповић                 | Дејан Удовичић   | 2011. Шангај     |
|        | Дарко Бргуљан, Драшко Бргуљан, Александар Ивовић, Млађан Јановић, Никола Јановић, Предраг Јокић, Филип Кликовац, Иго Крузија, Саша Мишић, Вјекослав Пасковић, Антонио Петровић, Здравко Радић, Милош Шћепановић              | Ранко Перовић    | 2013. Барселона  |
|        | Милан Алексић, Живко Гоцић, Никола Јакшић, Душан Мандић, Бранислав Митровић, Стефан Митровић, Слободан Никић, Гојко Пијетловић, Душко Пијетловић, Андрија Прлаиновић, Сава Ранђеловић, Милош Ћук, Филип Филиповић            | Дејан Савић      | 2015. Казањ      |
|        | Милан Алексић, Никола Јакшић, Душан Мандић, Бранислав Митровић, Стефан Митровић, Гојко Пијетловић, Душко Пијетловић, Андрија Прлаиновић, Сава Ранђеловић, Виктор Рашовић, Милош Ћук, Немања Убовић, Филип Филиповић          | Дејан Савић      | 2017. Будимпешта |

## Веслање
(од 1962. за мушкарце, од 1974. за жене)
| Медаља | Спортиста                                                               | Такмичење            | Дисциплина                  |
| ------ | ----------------------------------------------------------------------- | -------------------- | --------------------------- |
|        | Предраг Савић                                                           | 1966. Блед           | Четверац са кормиларом М    |
|        | Милорад Станулов                                                        | 1978. Карапиро       | Скиф М                      |
|        | Ђорђе Вишацки, Никола Стојић                                            | 1998. Келн           | Двојац без кормилара М      |
|        | Ђорђе Вишацки, Никола Стојић                                            | 2001. Луцерн         | Двојац без кормилара М      |
|        | Иван Нинковић, Јован Поповић, Никола Стојић                             | 2006. Итон Дорни     | Двојац са кормиларом М      |
|        | Горан Јагар, Саша Мимић, Марко Марјановић, Јован Поповић, Никола Стојић | 2007. Минхен         | Четверац са кормиларом М    |
|        | Горан Недељковић, Милош Томић                                           | 2008. Отенсхајм      | Лаки двојац без кормилара М |
|        | Ненад Бабовић, Милош Томић                                              | 2009. Познањ         | Лаки двојац без кормилара М |
|        | Ненад Беђик, Милош Васић                                                | 2015. Егбелет ле Лак | Двојац без кормилара М      |
|        | Виктор Пивач, Мартин Мачковић, Лука Младеновић                          | 2015. Егбелет ле Лак | Двојац са кормиларом М      |
|        | Милош Станојевић                                                        | 2015. Егбелет ле Лак | Лаки скиф М                 |

## Гимнастика

### Уметничка гимнастика
(од 1903. за мушкарце, од 1934. за жене)
| Медаља | Спортиста          | Такмичење   | Дисциплина       |
| ------ | ------------------ | ----------- | ---------------- |
|        | Душица Радивојевић | 1938. Праг  | Екипни вишебој Ж |
|        | Јосип Кујунџић     | 1938. Праг  | Екипни вишебој М |
|        | Тереза Кочиш       | 1950. Базел | Партер Ж         |

## Једрење

### Светско отворено првенство за класу шљука
(одржава се од 1934.)
| Медаља | Спортиста             | Такмичење   |
| ------ | --------------------- | ----------- |
| 3      | Симо Николић (посада) | 1967. Насау |

## Кајак и кану

### Спринт
(одржава се од 1938.)
| Медаља                 | Спортиста                                                   | Такмичење              | Дисциплина             |                        |
| Мирне воде (1938–2007) | Мирне воде (1938–2007)                                      | Мирне воде (1938–2007) | Мирне воде (1938–2007) | Мирне воде (1938–2007) |
| ---------------------- | ----------------------------------------------------------- | ---------------------- | ---------------------- | ---------------------- |
| [ 3 ]                  | Ђурђица Вујаковић                                           | 1963. Јајце            | ? Ж                    |                        |
|                        | Милан Јанић                                                 | 1978. Београд          | К-1 10000 м М          |                        |
|                        | Милан Јанић                                                 | 1978. Београд          | К-1 1000 м М           |                        |
|                        | Милан Јанић                                                 | 1979. Дуизбург         | К-1 10000 м М          |                        |
|                        | Милан Јанић                                                 | 1981. Нотингем         | К-1 10000 м М          |                        |
|                        | Мирко Нишовић                                               | 1982. Београд          | Ц-2 500 м М            |                        |
|                        | Милан Јанић                                                 | 1982. Београд          | К-1 10000 м М          |                        |
|                        | Мирко Нишовић                                               | 1982. Београд          | Ц-2 1000 м М           |                        |
|                        | Мирко Нишовић                                               | 1983. Тампере          | Ц-2 500 м М            |                        |
|                        | Милан Јанић                                                 | 1983. Тампере          | К-1 10000 м М          |                        |
|                        | Мирко Нишовић                                               | 1983. Тампере          | Ц-2 1000 м М           |                        |
|                        | Мирко Нишовић                                               | 1985. Мехелен          | Ц-2 10000 м М          |                        |
|                        | Мирко Нишовић                                               | 1985. Мехелен          | Ц-2 1000 м М           |                        |
|                        | Мићо Јанић, Стјепан Јанић                                   | 1998. Сегед            | К-2 1000 м М           |                        |
|                        | Огњен Филиповић                                             | 1998. Сегедин          | К-1 200 м М            |                        |
|                        | Драган Зорић, Огњен Филиповић                               | 2005. Загреб           | К-2 200 м М            |                        |
|                        | Милан Ђенадић, Драган Зорић, Бора Сибинкић, Огњен Филиповић | 2006. Сегедин          | К-4 200 м М            |                        |
|                        | Драган Зорић, Огњен Филиповић                               | 2006. Сегедин          | К-2 200 м М            |                        |
|                        | Милан Ђенадић, Драган Зорић, Бора Сибинкић, Огњен Филиповић | 2007. Дуизбург         | К-4 200 м М            |                        |
|                        | Драган Зорић, Огњен Филиповић                               | 2007. Дуизбург         | К-2 200 м М            |                        |
|                        | Миљана Кнежевић, Рената Кубик, Антонија Панда, Марта Тибор  | 2007. Дуизбург         | К-4 200 м Ж            |                        |
| Спринт (2009–)         |                                                             |                        |                        |                        |
|                        | Дејан Пајић, Душко Станојевић                               | 2010. Познањ           | К-2 500 м М            |                        |
|                        | Николина Молдован, Оливера Молдован                         | 2013. Дуизбург         | К-2 200 м Ж            |                        |
|                        | Небојша Грујић, Марко Новаковић                             | 2014. Москва           | К-2 200 м М            |                        |
|                        | Николина Молдован, Оливера Молдован                         | 2014. Москва           | К-2 500 м Ж            |                        |
|                        | Марко Томићевић, Владимир Торубаров                         | 2014. Москва           | К-2 1000 м М           |                        |
|                        | Николина Молдован                                           | 2014. Москва           | К-1 200 м Ж            |                        |
|                        | Далма Ружичић-Бенедек                                       | 2014. Москва           | К-1 1000 м Ж           |                        |
|                        | Кристина Бедеч                                              | 2015. Милано           | К-1 1000 м Ж           |                        |
|                        | Милица Старовић, Далма Ружичић-Бенедек                      | 2015. Милано           | К-2 500 м Ж            |                        |
|                        | Небојша Грујић, Марко Новаковић                             | 2015. Милано           | К-2 200 м М            |                        |
|                        | Миленко Зорић, Марко Томићевић                              | 2015. Милано           | К-2 1000 м М           |                        |
|                        | Миленко Зорић, Марко Томићевић                              | 2017. Рачице           | К-2 1000 м М           |                        |
|                        | Марко Новаковић, Небојша Грујић                             | 2017. Рачице           | К-2 200 м М            |                        |
|                        | Милица Старовић                                             | 2017. Рачице           | К-1 200 м Ж            |                        |
|                        | Стефан Векић, Владимир Торубаров                            | 2018. Монтемор-о-Вељо  | К-2 500 м М            |                        |
|                        | Небојша Грујић, Марко Новаковић                             | 2018. Монтемор-о-Вељо  | К-2 200 м М            |                        |
|                        | Марко Томићевић, Миленко Зорић                              | 2018. Монтемор-о-Вељо  | К-2 1000 м М           |                        |
|                        | Страхиња Стефановић                                         | 2019. Сегедин          | К-1 200 м М            |                        |

### Дивље воде
(одржава се од 1959.)
| Медаља | Спортиста                        | Такмичење       | Дисциплина   |
| ------ | -------------------------------- | --------------- | ------------ |
|        | Милица Костов, Кристина Петровић | 2016. Бања Лука | Ц-2 спринт Ж |

### Маратон
(одржава се од 1988.)
| Медаља | Спортиста      | Такмичење         | Дисциплина    |
| ------ | -------------- | ----------------- | ------------- |
|        | Кристина Бедеч | 2015. Ђер         | К-1 26,1 км Ж |
|        | Кристина Бедеч | 2016. Бранденбург | К-1 26,2 км Ж |
|        | Кристина Бедеч | 2019. Шаосинг     | К-1 3,6 км Ж  |
|        | Кристина Бедеч | 2021. Башков      | К-1 3,4 км Ж  |

## Карате
(одржава се од 1970.)
| Медаља | Спортиста | Такмичење          | Дисциплина                         |
| ------ | --- | ------------------ | ---------------------------------- |
|        | Иштван Шиптер | 1972. Париз        | Ипон М                             |
|        | Веселин Мићовић | 1990. Мексико Сити | Кумите апсолутна категорија ипон М |
|        | Тања Петровић | 1992. Гранада      | Кумите до 60кг Ж                   |
|        | Рифат Мујановић | 1996. Сан Сити     | Кумите до 60кг М                   |
|        | Теодор Рајић | 1996. Сан Сити     | Кумите преко 80кг М                |
|        | ? | 1996. Сан Сити     | Кумите екипно М                    |
|        | Маријана Вићовац | 2000. Минхен       | Кумите до 53кг Ж                   |
|        | Слађана Митић | 2000. Минхен       | Кумите до 60кг Ж                   |
|        | Предраг Стојадинов | 2002. Мадрид       | Кумите апсолутна категорија М      |
|        | Снежана Перић | 2002. Мадрид       | Кумите апсолутна категорија Ж      |
|        | Милош Живковић | 2002. Мадрид       | Кумите до 80кг М                   |
|        | Тамара Филиповић | 2006. Тампере      | Кумите преко 60кг Ж                |
|        | Снежана Перић | 2006. Тампере      | Кумите апсолутна категорија Ж      |
|        | Слободан Битевић, Милош Живковић, Стефан Ивановић, Димитрије Јерковић, Милош Јовановић, Владан Рудић Вранић, Дејан Умичевић | 2008. Токио        | Кумите екипно М                    |
|        | Марија Маџаревић | 2008. Токио        | Ката појединачно Ж                 |
|        | Катарина Стрика | 2008. Токио        | Кумите до 60кг Ж                   |
|        | Слободан Битевић | 2010. Београд      | Кумите до 84кг М                   |
|        | Дејан Умичевић | 2010. Београд      | Кумите преко 84кг М                |
|        | Слободан Битевић, Милош Вуковић, Милош Живковић, Димитрије Јерковић, Милош Јовановић, Никола Јовановић, Дејан Умичевић      | 2010. Београд      | Кумите екипно М                    |
|        | Милош Јовановић | 2010. Београд      | Кумите до 75кг М                   |
|        | Марко Антић | 2012. Париз        | Кумите до 60кг М                   |
|        | Марина Раковић | 2016. Линц         | Кумите до 68кг Ж                   |
|        | Јована Прековић | 2018. Мадрид       | Кумите до 61кг Ж                   |
|        | Јована Прековић | 2021. Дубаи        | Кумите до 61кг Ж                   |
|        | Слободан Битевић, Владимир Брежанчић, Стефан Јоксић, Љубиша Марић, Ђорђе Салапура, Ђорђе Тешановић, Богдан Трикош           | 2021. Дубаи        | Кумите екипно М                    |

## Кошарка

### Мушкарци
(одржава се од 1950.)
| Медаља | Играчи | Тренер                                             | Такмичење                       |
| ------ | --- | -------------------------------------------------- | ------------------------------- |
|        | Слободан Гордић, Немања Ђурић, Радивој Кораћ, Миодраг Николић, Драгослав Ражнатовић, Трајко Рајковић, Владимир Цветковић                                                                                | Александар Николић                                 | 1963. Бразил                    |
|        | Немања Ђурић, Радивој Кораћ, Драгослав Ражнатовић, Трајко Рајковић, Владимир Цветковић | Ранко Жеравица                                     | 1967. Уругвај                   |
|        | Драган Капичић, Никола Плећаш, Трајко Рајковић, Љубодраг Симоновић, Драгутин Чермак | Ранко Жеравица                                     | 1970. Југославија               |
|        | Дражен Далипагић, Драган Капичић, Драган Кићановић, Жарко Кнежевић, Милун Маровић, Никола Плећаш, Зоран Славнић                                                                                         | -                                                  | 1974. Порторико                 |
|        | Дражен Далипагић, Рајко Жижић, Драган Кићановић, Ратко Радовановић, Зоран Славнић | Александар Николић                                 | 1978. Филипни                   |
|        | Зуфер Авдија, Дражен Далипагић, Рајко Жижић, Драган Кићановић, Бобан Петровић, Ратко Радовановић, Зоран Радовић                                                                                         | Ранко Жеравица                                     | 1982. Колумбија                 |
|        | Дражен Далипагић, Владе Дивац, Ратко Радовановић, Зоран Радовић | -                                                  | 1986. Шпанија                   |
|        | Владе Дивац, Зоран Јовановић, Жељко Обрадовић, Жарко Паспаљ, Зоран Савић, Радисав Ћурчић | Душан Ивковић                                      | 1990. Аргентина                 |
|        | Мирослав Берић, Дејан Бодирога, Никола Булатовић, Предраг Дробњак, Александар Ђорђевић, Никола Лончар, Драган Луковски, Саша Обрадовић, Жељко Ребрача, Дејан Томашевић, Миленко Топић, Владо Шћепановић | Жељко Обрадовић (тренер), Душан Ивковић (селектор) | 1998. Грчка                     |
|        | Дејан Бодирога, Милош Вујанић, Милан Гуровић, Владе Дивац, Предраг Дробњак, Марко Јарић, Дејан Котуровић, Владимир Радмановић, Игор Ракочевић, Предраг Стојаковић, Дејан Томашевић, Жарко Чабаркапа     | Светислав Пешић                                    | 2002. Сједињене Америчке Државе |
|        | Стефан Бирчевић, Немања Бјелица, Богдан Богдановић, Стефан Јовић, Никола Калинић, Рашко Катић, Ненад Крстић, Стефан Марковић, Мирослав Радуљица, Марко Симоновић, Милош Теодосић, Владимир Штимац       | Александар Ђорђевић                                | 2014. Шпанија                   |
|        | Филип Петрушев, Никола Јовић, Богдан Богдановић, Вања Маринковић, Огњен Добрић, Душан Ристић, Марко Гудурић, Стефан Јовић, Дејан Давидовац, Бориша Симанић, Алекса Аврамовић, Никола Милутинов          | Светислав Пешић                                    | 2023. Филипини                  |

### Жене
(одржава се од 1953.)
| Медаља | Играчи                                                                                        | Тренер          | Такмичење      |
| ------ | --------------------------------------------------------------------------------------------- | --------------- | -------------- |
|        | Анђелија Арбутина, Нина Бједов, Елеонора Вилд, Слађана Голић, Данијела Илић, Бојана Милошевић | Михајло Вуковић | 1990. Малезија |

## Одбојка

### Мушкарци
(одржава се од 1949.)
| Медаља | Играчи | Тренер         | Такмичење     |
| ------ | --- | -------------- | ------------- |
|        | Владимир Батез, Слободан Бошкан, Горан Вујевић, Игор Вушуровић, Андрија Герић, Владимир Грбић, Никола Грбић, Ђула Мештер, Иван Миљковић, Вељко Петковић, Жељко Танасковић, Ђорђе Ђурић                                  | Зоран Гајић    | 1998. Јапан   |
|        | Никола Грбић, Бојан Јанић, Никола Ковачевић, Иван Миљковић, Милош Никић, Владо Петковић, Борислав Петровић, Марко Подрашчанин, Милан Рашић, Никола Росић, Марко Самарџић, Драган Станковић, Саша Старовић, Милош Терзић | Игор Колаковић | 2010. Италија |

### Жене
(одржава се од 1952.)
| Медаља | Играчи | Тренер             | Такмичење                |
| ------ | --- | ------------------ | ------------------------ |
|        | Јована Бракочевић, Јована Весовић, Ивана Ђерисило, Наташа Крсмановић, Брижитка Молнар, Јелена Николић, Маја Огњеновић, Александра Ранковић, Маја Симанић, Ања Спасојевић, Сузана Ћебић, Весна Читаковић                               | Зоран Терзић       | 2006. Јапан              |
|        | Маја Алексић, Ана Бјелица, Тијана Бошковић, Бианка Буша, Стефана Вељковић, Бојана Живковић, Тијана Малешевић, Бојана Миленковић, Бранкица Михајловић, Маја Огњеновић, Силвија Поповић, Теодора Пушић, Милена Рашић, Јована Стевановић | Зоран Терзић       | 2018. Јапан              |
|        | Маја Алексић, Ана Бјелица, Тијана Бошковић, Бианка Буша, Сара Лозо, Бојана Дрча, Александра Јегдић, Бојана Миленковић, Бранкица Михајловић, Слађана Мирковић, Катарина Лазовић, Теодора Пушић, Мина Поповић, Јована Стевановић        | Данијеле Сантарели | / 2022. Пољска/Холандија |

## Пливање

### Велики базени
(одржава се од 1973.)
| Медаља | Спортиста     | Такмичење | Дисциплина     |
| ------ | ------------- | --------- | -------------- |
|        | Милорад Чавић | 2009. Рим | 50 м делфин М  |
|        | Нађа Хигл     | 2009. Рим | 200 м прсно Ж  |
| 2      | Милорад Чавић | 2009. Рим | 100 м делфин М |

### Мали базени
(одржава се од 1993.)
| Медаља | Спортиста           | Такмичење  | Дисциплина       |
| ------ | ------------------- | ---------- | ---------------- |
| 3      | Велимир Стјепановић | 2014. Доха | 400 м слободно М |

## Рвање
(од 1904–1922 и од 1950. за мушкарце, од 1987. за жене)
| Медаља | Спортиста            | Такмичење           | Дисциплина                    |
| ------ | -------------------- | ------------------- | ----------------------------- |
| 3      | Милорад Арсић        | 1955. Карлсруе      | Грчко-римски стил до 73кг     |
| 3      | Боривој Вуков        | 1958. Будимпешта    | Грчко-римски стил до 52кг     |
| 2      | Стеван Хорват        | 1961. Јокохама      | Грчко-римски стил до 73кг     |
| 3      | Бранислав Мартиновић | 1961. Јокохама      | Грчко-римски стил до 67кг     |
| 2      | Стеван Хорват        | 1962. Толидо        | Грчко-римски стил до 70кг     |
|        | Боривој Вуков        | 1963. Хелсингборг   | Грчко-римски стил до 52кг     |
|        | Стеван Хорват        | 1963. Хелсингборг   | Грчко-римски стил до 70кг     |
| 2      | Бранислав Симић      | 1963. Хелсингборг   | Грчко-римски стил до 87кг     |
| 2      | Стеван Хорват        | 1965. Тампере       | Грчко-римски стил до 70кг     |
|        | Стеван Хорват        | 1966. Толидо        | Грчко-римски стил до 70кг     |
| 2      | Сретен Дамјановић    | 1969. Мар дел Плата | Грчко-римски стил до 68кг     |
| 3      | Милан Ненадић        | 1969. Мар дел Плата | Грчко-римски стил до 82кг     |
| 3      | Бошко Маринко        | 1970. Едмонтон      | Грчко-римски стил до 52кг     |
| 3      | Милан Ненадић        | 1970. Едмонтон      | Грчко-римски стил до 82кг     |
|        | Сретен Дамјановић    | 1971. Софија        | Грчко-римски стил до 68кг     |
| 2      | Момир Кецман         | 1971. Софија        | Грчко-римски стил до 74кг     |
| 2      | Сретен Дамјановић    | 1973. Техеран       | Грчко-римски стил до 68кг     |
| 2      | Милан Ненадић        | 1973. Техеран       | Грчко-римски стил до 82кг     |
| 3      | Иван Фргић           | 1974. Катовице      | Грчко-римски стил до 57кг     |
| 2      | Рефик Мемишевић      | 1977. Гетеборг      | Грчко-римски стил до 100кг    |
| 3      | Иван Фргић           | 1977. Гетеборг      | Грчко-римски стил до 57кг     |
| 3      | Момир Петковић       | 1977. Гетеборг      | Грчко-римски стил до 82кг     |
| 2      | Иван Фргић           | 1978. Мексико Сити  | Грчко-римски стил до 57кг     |
| 2      | Момир Петковић       | 1978. Мексико Сити  | Грчко-римски стил до 82кг     |
| 3      | Рефик Мемишевић      | 1978. Мексико Сити  | Грчко-римски стил до 100кг    |
| 2      | Момир Петковић       | 1979. Сан Дијего    | Грчко-римски стил до 82кг     |
|        | Рефик Мемишевић      | 1981. Осло          | Грчко-римски стил преко 100кг |
| 2      | Момир Петковић       | 1981. Осло          | Грчко-римски стил до 82кг     |
| 3      | Карољ Касап          | 1981. Осло          | Грчко-римски стил до 74кг     |
| 2      | Рефик Мемишевић      | 1982. Катовице      | Грчко-римски стил преко 100кг |
| 3      | Карољ Касап          | 1982. Катовице      | Грчко-римски стил до 74кг     |
| 2      | Јожеф Тертељи        | 1983. Кијев         | Грчко-римски стил до 100кг    |
| 3      | Карољ Касап          | 1983. Кијев         | Грчко-римски стил до 74кг     |
| 2      | Нандор Сабо          | 1987. Клермон Феран | Грчко-римски стил до 68кг     |
| 3      | Жељко Трајковић      | 1990. Остија        | Грчко-римски стил до 74кг     |
| 3      | Горан Касум          | 1990. Остија        | Грчко-римски стил до 82кг     |
| 3      | Горан Касум          | 1991. Варна         | Грчко-римски стил до 82кг     |
| 3      | Кристијан Фрис       | 2007. Баку          | Грчко-римски стил до 55кг     |
|        | Давор Штефанек       | 2014. Ташкент       | Грчко-римски стил до 66кг     |
| 3      | Давор Штефанек       | 2015. Лас Вегас     | Грчко-римски стил до 66кг     |
|        | Виктор Немеш         | 2017. Париз         | Грчко-римски стил до 75кг     |
| 2      | Давор Штефанек       | 2018. Будимпешта    | Грчко-римски стил до 67кг     |
| 3      | Виктор Немеш         | 2018. Будимпешта    | Грчко-римски стил до 77кг     |
| 3      | Михаил Каџаја        | 2018. Будимпешта    | Грчко-римски стил до 97кг     |
| 3      | Мате Немеш           | 2019. Нур Султан    | Грчко-римски стил до 67кг     |
| 3      | Михаил Каџаја        | 2019. Нур Султан    | Грчко-римски стил до 97кг     |
|        | Зураб Датунашвили    | 2021. Осло          | Грчко-римски стил до 87кг     |
|        | Зураб Датунашвили    | 2022. Београд       | Грчко-римски стил до 87кг     |
|        | Али Арсалан          | 2022. Београд       | Грчко-римски стил до 72кг     |
|        | Мате Немеш           | 2022. Београд       | Грчко-римски стил до 67кг     |
|        | Себастијан Нађ       | 2022. Београд       | Грчко-римски стил до 63кг     |
| 3      | Стеван Мићић         | 2022. Београд       | Слободни стил до 57кг         |

## Рукомет

### Мушкарци
(одржава се од 1938.)
| Медаља | Играчи | Тренер             | Такмичење             |
| ------ | --- | ------------------ | --------------------- |
|        | Абас Арсланагић, Чедомир Бугарски, Милорад Каралић, Борис Костић, Милан Крстић, Ђорђе Лаврнић, Милан Лазаревић, Слободан Мишковић, Бранислав Покрајац, Небојша Поповић, Петар Фајфрић                                                                         | -                  | 1970. Француска       |
|        | Абас Арсланагић, Чедомир Бугарски, Ђорђе Лаврнић, Милан Лазаревић, Слободан Мишковић, Радисав Павићевић, Богосав Перић, Бранислав Покрајац, Небојша Поповић, Здравко Рађеновић, Петар Фајфрић                                                                 | -                  | 1974. Источна Немачка |
|        | Веселин Вујовић, Часлав Грубић, Јовица Елезовић, Миле Исаковић, Зоран Јовановић, Радивој Кривокапић, Здравко Рађеновић, Момир Рнић, Петрит Фејзула, Бранко Штрбац                                                                                             | Бранислав Покрајац | 1982. Западна Немачка |
|        | Златан Арнаутовић, Веселин Вујовић, Веселин Вуковић, Часлав Грубић, Јовица Елезовић, Миле Исаковић, Мухамед Мемић, Драган Младеновић, Златко Портнер, Момир Рнић, Јожеф Холперт, Јовица Цветковић                                                             | Зоран Живковић     | 1986. Швајцарска      |
|        | Небојша Голић, Зоран Ђорђић, Недељко Јовановић, Петар Каписода, Бранко Кокир, Иван Лапчевић, Блажо Лисичић, Ненад Максић, Владан Матић, Жикица Милосављевић, Ратко Николић, Дејан Перић, Ненад Перуничић, Владимир Петрић, Драган Шкрбић, Арпад Штербик       | Зоран Живковић     | 1999. Египат          |
|        | Младен Бојиновић, Небојша Голић, Зоран Ђорђић, Горан Ђукановић, Ратко Ђурковић, Недељко Јовановић, Петар Каписода, Бранко Кокир, Иван Лапчевић, Блажо Лисичић, Ненад Максић, Владан Матић, Жикица Милосављевић, Ненад Пуљезевић, Драган Шкрбић, Арпад Штербик | Бранислав Покрајац | 2001. Француска       |

### Жене
(одржава се од 1957.)
| Медаља | Играчи | Тренер                       | Такмичење             |
| ------ | --- | ---------------------------- | --------------------- |
|        | Јелена Генчић, Ана Еветовић, Вукосава Лукин, Анкица Острун, Марија Сабљак, Ерика Тот, Магдалена Хегедиш | -                            | 1957. Југославија     |
|        | Мара Вејновић, Мирјана Јасић, Ружица Миладиновић, Лепосава Нинковић, Радмила Радуновић | Светислав Станкић (селектор) | 1965. Западна Немачка |
|        | Јадранка Антић, Неда Глушчевић, Милица Ђорђевић, Лепосава Нинковић, Драгица Палаверса, Радмила Парезановић, Мира Радаковић, Ратка Радовић, Марица Рогић, Мара Торти, Иванка Шуприновић | Зоран Пантазис (селектор)    | 1971. Холандија       |
|        | Надежда Абрамовић, Јадранка Антић, Милка Вејновић, Дуња Костић, Миленка Лукић, Драгица Палаверса, Радмила Парезановић, Мара Торти, Мирјана Чикош, Иванка Шуприновић | Зоран Пантазис (селектор)    | 1973. Југославија     |
|        | Светлана Анастасовска, Зорица Војиновић, Зита Галиц, Славица Ђукић, Мирјана Ђурица, Емилија Ерчић, Љиљана Мугоша, Олга Пејовић, Миленка Сладић, Славка Смиљанић | -                            | 1982. Мађарска        |
|        | Загорка Баштовановић, Маја Булатовић, Стана Вуковић, Станица Голе, Весна Дурковић, Драгица Ђурић, Бранка Јовановић, Светлана Китић, Катица Љешковић, Љиљана Марковић, Светлана Мугоша, Драгана Пешић, Олга Секулић, Весна Томајек                                                                           | Милорад Милатовић (селектор) | 1990. Јужна Кореја    |
|        | Биљана Балаћ, Снежана Дамјанац, Бранка Јовановић, Сања Јововић, Оливера Кецман, Љиљана Кнежевић, Сандра Колаковић, Емина Краснић, Татјана Медвед, Тања Милановић, Драгица Миличковић, Злата Паплацко, Бојана Поповић, Маја Савић, Аида Селмановић, Миланка Челебић                                          | Милорад Милатовић            | 2001. Италија         |
|        | Сања Дамњановић, Марина Дмитровић, Јелена Ерић, Јелена Живковић, Катарина Крпеж, Андреа Лекић, Кристина Лишчевић, Марија Лојпур, Ивана Милошевић, Јелена Нишавић, Светлана Огњеновић, Јелена Поповић, Сања Рајовић, Јована Рисовић, Јована Стоиљковић, Катарина Томашевић, Биљана Филиповић, Драгана Цвијић | Саша Бошковић                | 2013. Србија          |

## Спортско пењање
(одржава се од 1991.)
| Медаља | Спортиста  | Такмичење     | Дисциплина |
| ------ | ---------- | ------------- | ---------- |
| 3      | Сташа Гејо | 2018. Инзбрук | Болдер Ж   |
| 3      | Сташа Гејо | 2021. Москва  | Болдер Ж   |

## Стони тенис
(одржава се од 1926.)
| Медаља | Спортиста                                  | Такмичење       | Дисциплина      |
| ------ | ------------------------------------------ | --------------- | --------------- |
| 2      | Тибор Харангозо Ладислав Хекснер           | 1939. Каиро     | Екипно М        |
| 2      | Вилим Харангозо                            | 1951. Беч       | Мешовити парови |
| 3      | Јосип Габрић Вилим Харангозо               | 1951. Беч       | Екипно М        |
|        | Вилим Харангозо                            | 1954. Вембли    | Парови М        |
| 2      | Вилим Харангозо                            | 1955. Утрехт    | Парови М        |
| 3      | Војислав Марковић Иштван Корпа             | 1965. Љубљана   | Екипно М        |
| 3      | Иштван Корпа                               | 1969. Минхен    | Екипно М        |
| 3      | Миливој Каракашевић Иштван Корпа           | 1971. Нагоја    | Екипно М        |
| 2      | Миливој Каракашевић Зоран Косановић        | 1975. Колката   | Екипно М        |
| 3      | Ержебет Палатинуш Гордана Перкучин         | 1979. Пјонгјанг | Парови Ж        |
|        | Зоран Калинић                              | 1983. Токио     | Парови М        |
| 2      | Илија Лупулеску                            | 1987. Њу Делхи  | Парови М        |
| 3      | Зоран Калинић Илија Лупулеску Иштван Пољак | 1987. Њу Делхи  | Екипно М        |
| 2      | Зоран Калинић                              | 1989. Дортмунд  | Парови М        |
| 2      | Зоран Калинић Гордана Перкучин             | 1989. Дортмунд  | Мешовити парови |
| 2      | Зоран Калинић Илија Лупулеску              | 1991. Чиба      | Екипно М        |

### Светски куп
(одржава се од 1980.)
| Медаља | Спортиста       | Такмичење  | Дисциплина |
| ------ | --------------- | ---------- | ---------- |
| 3      | Илија Лупулеску | 1990. Сеул | Парови М   |

## Стрељаштво
(од 1897. за мушкарце, од 1958. за жене)
| Медаља | Спортиста                                                                         | Такмичење          | Дисциплина                         |
| ------ | --------------------------------------------------------------------------------- | ------------------ | ---------------------------------- |
|        | Јован Кратохвил, Момир Марковић                                                   | 1949. Буенос Аирес | 300м стандардна пушка екипно М     |
|        | Градимир Бончић                                                                   | 1954. Каракас      | 300м стандардна пушка екипно М     |
|        | Владимир Гроздановић, Миодраг Живановић, Драгољуб Миленковић, Мирослав Стојановић | 1958. Москва       | 300м стандардна пушка екипно М     |
|        | Мирјана Јововић, Десанка Пешут, Магдалена Херолд                                  | 1970. Финикс       | 10м ваздушна пушка екипно Ж        |
|        | Десанка Пешут                                                                     | 1970. Финикс       | 50м МК пушка лежећи став Ж         |
|        | Мирјана Јововић, Десанка Пешут, Магдалена Херолд                                  | 1970. Финикс       | 50м МК пушка лежећи став екипно Ж  |
|        | Десанка Пешут                                                                     | 1970. Финикс       | 10м ваздушна пушка Ж               |
|        | Десанка Пешут                                                                     | 1970. Финикс       | 50м МК пушка тростав Ж             |
|        | Душан Епифанић, Бранислав Лончар, Здравко Милутиновић                             | 1970. Финикс       | 50м МК пушка лежећи став екипно М  |
|        | Мирјана Јововић, Десанка Пешут, Валерија Сабатка                                  | 1974. Берн         | 50м МК пушка лежећи став екипно Ж  |
|        | Горан Максимовић                                                                  | 1985. Мексико Сити | 10м ваздушна пушка екипно М        |
|        | Мирјана Јововић                                                                   | 1986. Сул          | 50м МК пушка лежећи став екипно Ж  |
|        | Јасна Шекарић                                                                     | 1987. Будимпешта   | 10м ваздушни пиштољ Ж              |
|        | Горан Максимовић                                                                  | 1987. Будимпешта   | 10м ваздушна пушка екипно М        |
|        | Јасна Шекарић                                                                     | 1989. Сарајево     | 10м ваздушни пиштољ Ж              |
|        | Јасна Шекарић                                                                     | 1990. Москва       | 10м ваздушни пиштољ Ж              |
|        | Горан Максимовић, Немања Миросављев                                               | 1990. Москва       | 50м МК пушка клечећи став екипно М |
|        | Горан Максимовић, Немања Миросављев                                               | 1990. Москва       | 50м МК пушка лежећи став екипно М  |
|        | Горан Максимовић, Немања Миросављев                                               | 1990. Москва       | 50м МК пушка тростав екипно М      |
|        | Јасна Шекарић                                                                     | 1991. Ставангер    | 10м ваздушни пиштољ екипно Ж       |
|        | Јасна Шекарић                                                                     | 1994. Милано       | 10м ваздушни пиштољ Ж              |
|        | Стеван Плетикосић                                                                 | 1994. Милано       | 50м МК пушка лежећи став М         |
|        | Андрија Златић                                                                    | 2002. Лахти        | 10м ваздушни пиштољ М              |
|        | Стеван Плетикосић                                                                 | 2006. Загреб       | 50м МК пушка тростав М             |
|        | Зорана Аруновић                                                                   | 2010. Минхен       | 10м ваздушни пиштољ Ж              |
|        | Андрија Златић                                                                    | 2010. Минхен       | 10м ваздушни пиштољ М              |
|        | Димитрије Гргић, Андрија Златић, Дамир Микец                                      | 2010. Минхен       | 10м ваздушни пиштољ екипно М       |
|        | Зорана Аруновић                                                                   | 2010. Минхен       | 25м МК пиштољ Ж                    |
|        | Зорана Аруновић, Јелена Аруновић, Јасна Шекарић                                   | 2010. Минхен       | 25м МК пиштољ екипно Ж             |
|        | Немања Миросављев                                                                 | 2010. Минхен       | 50м МК пушка тростав М             |
|        | Андреа Арсовић, Ивана Максимовић, Лидија Михајловић                               | 2010. Минхен       | 50м МК пушка тростав екипно Ж      |
|        | Зорана Аруновић, Бобана Величковић, Јасна Шекарић                                 | 2014. Гранада      | 10м ваздушна пиштољ Ж              |
|        | Немања Миросављев, Стеван Плетикосић, Миленко Себић                               | 2014. Гранада      | 50м МК пушка лежећи став екипно М  |
|        | Андреа Арсовић, Катарина Бисерчић, Ивана Максимовић                               | 2014. Гранада      | 10м ваздушна пушка екипно Ж        |
|        | Дамир Микец                                                                       | 2018. Чангвон      | 50м МК пиштољ М                    |
|        | Димитрије Гргић, Дамир Микец, Душко Петров                                        | 2018. Чангвон      | 50м МК пиштољ екипно М             |
|        | Зорана Аруновић                                                                   | 2018. Чангвон      | 10м ваздушни пиштољ Ж              |

## Теквондо
(од 1973. за мушкарце, од 1987. за жене)
| Медаља | Спортиста         | Такмичење        | Дисциплина    |
| ------ | ----------------- | ---------------- | ------------- |
|        | Зоран Прерад      | 1995. Манила     | до 83 кг М    |
|        | Зоран Крајчиновић | 1997. Хонг Конг  | до 70 кг М    |
|        | Вања Бабић        | 2009. Копенхаген | до 87 кг М    |
|        | Милица Мандић     | 2011. Кјонџу     | до 73 кг Ж    |
|        | Ана Бајић         | 2013. Пуебла     | преко 73 кг Ж |
|        | Тијана Богдановић | 2015. Чељабинск  | до 49 кг Ж    |
|        | Вања Станковић    | 2017. Муџу       | до 49 кг Ж    |
|        | Милица Мандић     | 2017. Муџу       | до 73 кг Ж    |

## Тенис

### Дејвис куп
(одржава се од 1900.)
| Медаља | Играчи                                                         | Тренер           | Такмичење     |
| ------ | -------------------------------------------------------------- | ---------------- | ------------- |
|        | Новак Ђоковић, Ненад Зимоњић, Јанко Типсаревић, Виктор Троицки | Богдан Обрадовић | 2010. Београд |
|        | Илија Бозољац, Новак Ђоковић, Ненад Зимоњић, Душан Лајовић     | Богдан Обрадовић | 2013. Београд |

### Фед куп
(одржава се од 1963.)
| Медаља | Играчи                                                              | Тренер       | Такмичење  |
| ------ | ------------------------------------------------------------------- | ------------ | ---------- |
|        | Ана Ивановић, Јелена Јанковић, Бојана Јовановски, Александра Крунић | Дејан Вранеш | 2012. Праг |

## Фудбал

### Мушкарци
(одржава се од 1930.)
| Медаља      | Играчи | Тренер          | Такмичење     |
| ----------- | --- | --------------- | ------------- |
| [ 5 ] [ 6 ] | Милорад Арсенијевић, Иван Бек, Ђорђе Вујадиновић, Момчило Ђокић, Милутин Ивковић, Милован Јакшић, Благоје Марјановић, Душан Марковић, Драгослав Михајловић, Драгутин Најдановић, Бранислав Секулић, Теофило Спасојевић, Љубиша Стефановић, Милан Стојановић, Александар Тирнанић, Драгомир Тошић, Бранислав Хрњичек | Бошко Симоновић | 1930. Уругвај |

## Џудо
(од 1956. за мушкарце, од 1980. за жене)
| Медаља | Спортиста          | Такмичење        | Дисциплина             |
| ------ | ------------------ | ---------------- | ---------------------- |
|        | Радомир Ковачевић  | 1979. Париз      | Апсолутна категорија М |
|        | Драгомир Бечановић | 1989. Београд    | до 65 кг М             |
|        | Мара Ковачевић     | 2003. Осака      | Апсолутна категорија Ж |
|        | Срђан Мрваљевић    | 2011. Париз      | до 81 кг М             |
|        | Немања Мајдов      | 2017. Будимпешта | до 90 кг М             |
|        | Немања Мајдов      | 2019. Токио      | до 90 кг М             |
|        | Александар Кукољ   | 2021. Будимпешта | до 100 кг М            |
|        | Ања Обрадовић      | 2021. Будимпешта | до 63 кг Ж             |